# Tyler Johnson (basket-ball)
Pour les articles homonymes, voir Tyler Johnson et Johnson.
Tyler Johnson, né le 7 mai 1992 à Grand Forks au Dakota du Nord, est un joueur américain de basket-ball évoluant aux postes de meneur et d'arrière.

## Biographie
Dans sa carrière de quatre ans à l’université d’État de Fresno, Johnson est apparu sur 127 matchs (87 titularisations) et a affiché en moyenne 10,6 points, 4,8 rebonds, 2,4 passes décisives et 1,1 interception en 27,9 minutes par match tout en tirant à 45,6 %, 37,4 % à trois points et 71,6 % de la ligne des lancers francs. Il a terminé sa carrière au 16e rang des meilleurs marqueurs de Fresno avec 1 346 points en carrière. En tant que senior, il a été nommé dans la All-Mountain West Conference Second Team et a tiré à 43,2 % à trois points, le 6e plus haut pourcentage en une seule saison à trois points dans l’histoire de l’école.

### Carrière professionnelle

#### Heat de Miami (2014-2019)
Après sa non-sélection lors de la draft 2014 de la NBA, il participe à la NBA Summer League 2014 avec le Heat de Miami. Le 7 août 2014, il signe un contrat avec le Heat, mais le club renonce au joueur en octobre. Le 3 novembre 2014, il signe au Skyforce de Sioux Falls de la NBA Development League en tant que joueur affilié du Heat.
Le 12 janvier 2015, il signe un contrat de dix jours avec le Heat. Trois jours plus tard, il fait ses débuts en NBA contre les Warriors de Golden State, apparaissant pendant plus d'une minute et marquant deux points sur deux lancers francs. Le 22 janvier, le Heat décide de ne pas le garder dans l'effectif. Le 24 janvier 2015, il retourne au Skyforce, mais le 29 janvier 2015, il signe un second contrat de dix jours avec le Heat. Le 8 février, il signe un accord de deux ans avec le Heat.
Le 2 mars 2015, il connaît son meilleur match de la saison avec 26 points et 4 interceptions dans une victoire 115-98 contre les Suns de Phoenix. Cinq jours plus tard, il marque 24 points et joue 44 minutes en sortant du banc pour vaincre les Kings de Sacramento, 114-109. Il joue l'ensemble des 48 minutes lors de la victoire finale de la saison du Heat sur les 76ers de Philadelphie.
Le 9 juillet 2015, Johnson est mis à l'arrêt pendant six semaines à cause une mâchoire cassée, blessure subie pendant qu’il joue pour le Heat pendant la Summer League 2015. Le 9 décembre 2015, il marque 20 points contre les Hornets de Charlotte. Il manque ensuite huit matchs en décembre pour une blessure à l’épaule. Johnson lutte contre sa douleur à l’épaule gauche en janvier avant de manquer les deux derniers matchs de l’équipe du mois après avoir succombé à la douleur. Après avoir tenté d’éviter une intervention chirurgicale, Johnson se résigne finalement à l'accepter le 1er février 2016, ce qui l'éloigne des terrains pendant trois mois. Il rejoue le 1er mai, sortant du banc pour les six dernières minutes de la victoire du match 7 du Heat sur les Hornets de Charlotte au premier tour des playoffs 2016.
Après la saison 2015-2016, Johnson devient un agent libre protégé. Le 6 juillet 2016, il reçoit une offre de 50 millions de dollars sur quatre ans des Nets de Brooklyn. Quatre jours plus tard, le Heat s'aligne sur l’offre de contrat des Nets, en re-signant Johnson. Le 7 décembre 2016, il bat son record en carrière en inscrivant 27 points dans une défaite 103-95 contre les Hawks d'Atlanta. Il établit son record le 20 décembre, marquant 32 points dans une défaite 136-130 en prolongation contre le Magic d'Orlando. C'est le total le plus élevé pour un joueur sortant du banc dans l'histoire de la franchise.
Le 30 décembre 2017, Johnson inscrit 22 de ses 31 points dans le troisième quart-temps lors de la victoire 117-111 du Heat sur le Magic. Le 23 décembre 2018, Johnson marque 20 de ses 25 points au troisième quart-temps lors de la victoire de 115-91 du Heat sur le Magic.

#### Suns de Phoenix (2019-2020)
Le 6 février 2019, Johnson et Wayne Ellington sont échangés aux Suns de Phoenix en échange de Ryan Anderson. Le 23 février, il marque son record de saison avec 29 points dans une défaite 120-112 contre les Hawks d'Atlanta. Deux jours plus tard, il score 18 points contre son ancienne équipe, le Heat de Miami, pour aider les Suns à rompre une série de 17 défaites et ainsi gagner 124-121. Le 4 avril 2019, Johnson renonce au reste de la saison à cause d'une douleur au genou droit et subit une chirurgie arthroscopique.
Le 11 février 2020, il est écarté par les Suns de Phoenix.

#### Nets de Brooklyn (2020-2021)
Le 23 juin 2020, il est recruté par les Nets de Brooklyn pour finir la saison 2019-2020.
Le 27 novembre 2020, il prolonge avec les Nets de Brooklyn.

#### 76ers de Philadelphie (2021)
En décembre 2021, il signe pour dix jours en faveur des 76ers de Philadelphie.

#### Spurs de San Antonio (2022)
Le 6 janvier 2022, il signe pour dix jours avec les Spurs de San Antonio.

## Statistiques

### Universitaires
| Saison    | Équipe       | Matchs | Titul. | Min./m | % Tir | % 3pts | % LF | Rbds/m. | Pass/m. | Int/m. | Ctr/m. | Pts/m. |
| --------- | ------------ | ------ | ------ | ------ | ----- | ------ | ---- | ------- | ------- | ------ | ------ | ------ |
| 2010-2011 | Fresno State | 31     | 1      | 16,9   | 44,1  | 14,3   | 54,0 | 2,94    | 1,97    | 1,10   | 0,29   | 4,35   |
| 2011-2012 | Fresno State | 33     | 23     | 29,6   | 42,2  | 31,5   | 68,6 | 4,61    | 2,45    | 1,33   | 0,27   | 9,33   |
| 2012-2013 | Fresno State | 29     | 27     | 29,6   | 46,1  | 40,2   | 70,9 | 4,14    | 2,00    | 0,90   | 0,17   | 12,10  |
| 2013-2014 | Fresno State | 35     | 35     | 33,6   | 47,9  | 43,2   | 80,5 | 7,31    | 2,94    | 1,03   | 0,37   | 15,89  |
| Carrière  | Carrière     | 128    | 86     | 27,6   | 45,6  | 37,2   | 71,6 | 4,84    | 2,37    | 1,09   | 0,28   | 10,55  |

### NBA

#### Saison régulière
| Saison    | Équipe       | Matchs | Titul. | Min./m | % Tir | % 3pts | % LF  | Rbds/m. | Pass/m. | Int/m. | Ctr/m. | Pts/m. |
| --------- | ------------ | ------ | ------ | ------ | ----- | ------ | ----- | ------- | ------- | ------ | ------ | ------ |
| 2014-2015 | Miami        | 32     | 2      | 18,8   | 41,9  | 37,5   | 68,1  | 2,53    | 1,31    | 1,03   | 0,28   | 5,94   |
| 2015-2016 | Miami        | 36     | 5      | 24.0   | 48,8  | 38,0   | 79,7  | 3,03    | 2,19    | 0,67   | 0,39   | 8,72   |
| 2016-2017 | Miami        | 73     | 0      | 29,8   | 43,3  | 37,2   | 76,8  | 4,01    | 3,19    | 1,15   | 0,60   | 13,73  |
| 2017-2018 | Miami        | 72     | 39     | 28,5   | 43,5  | 36,7   | 82,2  | 3,44    | 2,29    | 0,83   | 0,47   | 11,71  |
| 2018-2019 | Miami        | 44     | 10     | 25,5   | 42,6  | 35,3   | 69,3  | 2,75    | 2,55    | 0,91   | 0,48   | 10,80  |
| 2018-2019 | Phoenix      | 13     | 12     | 31,2   | 36,8  | 32,1   | 87,2  | 4,00    | 4,15    | 1,08   | 0,46   | 11,08  |
| 2019-2020 | Phoenix      | 31     | 3      | 16,6   | 38,0  | 28,9   | 75,0  | 1,68    | 1,61    | 0,39   | 0,26   | 5,74   |
| 2019-2020 | Brooklyn     | 8      | 4      | 24,2   | 40,5  | 38,9   | 100,0 | 3,00    | 3,00    | 0,50   | 0,12   | 12,00  |
| 2020-2021 | Brooklyn     | 39     | 3      | 17,5   | 39,3  | 36,4   | 85,7  | 1,97    | 1,21    | 0,36   | 0,00   | 5,38   |
| 2021-2022 | Philadelphie | 3      | 0      | 12,7   | 40,0  | 42,9   | 0,0   | 2,00    | 0,67    | 0,33   | 0,33   | 3,67   |
| 2021-2022 | San Antonio  | 3      | 0      | 17,7   | 20,0  | 33,3   | 0,0   | 2,00    | 1,67    | 0,67   | 0,67   | 2,00   |
| Carrière  | Carrière     | 354    | 78     | 24,6   | 42,6  | 36,0   | 77,9  | 3,02    | 2,30    | 0,81   | 0,40   | 9,80   |

#### Playoffs
| Saison   | Équipe   | Matchs | Titul. | Min./m | % Tir | % 3pts | % LF  | Rbds/m. | Pass/m. | Int/m. | Ctr/m. | Pts/m. |
| -------- | -------- | ------ | ------ | ------ | ----- | ------ | ----- | ------- | ------- | ------ | ------ | ------ |
| 2016     | Miami    | 5      | 0      | 12,1   | 45,5  | 50,0   | 72,7  | 1,40    | 1,60    | 0,20   | 0,00   | 4,20   |
| 2018     | Miami    | 5      | 5      | 16,2   | 53,8  | 60,0   | 85,7  | 1,60    | 0,80    | 0,40   | 0,00   | 8,00   |
| 2020     | Brooklyn | 4      | 2      | 23,2   | 45,7  | 39,3   | 100,0 | 1,75    | 2,25    | 0,00   | 0,25   | 13,75  |
| 2021     | Brooklyn | 8      | 0      | 8,6    | 35,3  | 27,3   | 100,0 | 0,75    | 0,62    | 0,25   | 0,00   | 2,12   |
| Carrière | Carrière | 22     | 7      | 13,8   | 46,0  | 41,8   | 81,8  | 1,27    | 1,18    | 0,23   | 0,05   | 6,05   |

## Records sur une rencontre en NBA
Les records personnels de Tyler Johnson en NBA sont les suivants, :
| Type de statistique        | Saison régulière | Saison régulière                | Saison régulière | Playoffs | Playoffs                | Playoffs      |
| Type de statistique        | Record           | Adversaire                      | Date             | Record   | Adversaire              | Date          |
| -------------------------- | ---------------- | ------------------------------- | ---------------- | -------- | ----------------------- | ------------- |
| Points                     | 32               | Magic d'Orlando                 | 20 décembre 2016 | 23       | Raptors de Toronto      | 21 août 2020  |
| Paniers marqués            | 13               | Magic d'Orlando                 | 20 décembre 2016 | 8        | Raptors de Toronto      | 21 août 2020  |
| Paniers tentés             | 20               | Magic d'Orlando                 | 20 décembre 2016 | 15       | Raptors de Toronto      | 21 août 2020  |
| Paniers à 3 points réussis | 6                | @ Magic d'Orlando               | 23 décembre 2018 | 5        | Raptors de Toronto      | 21 août 2020  |
| Paniers à 3 points tentés  | 10               | @ Clippers de Los Angeles       | 5 novembre 2017  | 9        | Raptors de Toronto      | 21 août 2020  |
| Lancers francs réussis     | 9                | Grizzlies de Memphis            | 24 février 2018  | 6        | @ Raptors de Toronto    | 11 mai 2016   |
| Lancers francs tentés      | 10               | Kings de Sacramento             | 7 mars 2015      | 6        | @ Raptors de Toronto    | 11 mai 2016   |
| Rebonds offensifs          | 4                | @ Rockets de Houston            | 15 février 2017  | 1        | 3 fois                  | 3 fois        |
| Rebonds défensifs          | 9                | @ Celtics de Boston             | 20 décembre 2017 | 3        | 4 fois                  | 4 fois        |
| Rebonds totaux             | 11               | @ Celtics de Boston             | 20 décembre 2017 | 4        | @ 76ers de Philadelphie | 16 avril 2018 |
| Passes décisives           | 9                | Pelicans de La Nouvelle-Orléans | 15 mars 2017     | 4        | @ Raptors de Toronto    | 11 mai 2016   |
| Interceptions              | 5                | Suns de Phoenix                 | 21 mars 2017     | 1        | 3 fois                  | 3 fois        |
| Contres                    | 4                | Pacers de l'Indiana             | 14 décembre 2016 | 1        | @ Raptors de Toronto    | 19 août 2020  |
| Balles perdues             | 6                | Hawks d'Atlanta                 | 15 novembre 2016 | 1        | 7 fois                  | 7 fois        |
| Minutes jouées             | 48               | @ 76ers de Philadelphie         | 15 avril 2015    | 29       | Raptors de Toronto      | 23 août 2020  |

- Double-double : 1
- Triple-double : 0

Dernière mise à jour : 15 novembre 2020